# 짧은머리낮도마뱀붙이
짧은머리낮도마뱀붙이(Phelsuma breviceps)는 주행성 도마뱀붙이류의 일종이다.

## 형태
짧은머리는 꼬리까지 최대 10 cm에 이르는 중소형 도마뱀붙이류이다. 짧은머리는 주둥이가 짧아서 쉽게 알아볼 수 있는데, 이름도 여기에서 유래했다. 몸은 연회색에서 갈색 바탕에, 등과 다리 위에 하늘색, 짙은색 점박이무늬, 줄무늬가 나있다.

## 습성
짧은머리는 도마뱀붙이류 중 제일 똑똑한 편에 속하며, 다른 낮도마뱀붙이속의 종들처럼 꽤나 조용한 편이다. 암컷은 등대풀류의 가시 사이에 알을 낳는다. 주로 곤충을 먹으며, 그 밖에도 그 외의 무척추동물, 꽃꿀을 먹는다.

## 분포, 서식
마다가스카르 남서부에 고유하며, 특히 톨리아라 주변부, 치아남펫소사(en:Tsimanampetsotsa)호수 근처에 주로 분포한다. 짧은머리는 건조한 기후에 적응했으며, 7 cm에 달하는 가시가 난 다육질 등대풀류인 은각산호(:en:Euphorbia stenoclada)에서 흔히 볼 수 있다.

## 사육
짧은머리는 건조한 테라리움 안에서 짝지어 키워야 한다. 귀뚜라미, 벌집나방(wax moth), 초파리, 밀웜, 과일 이유식 따위를 급여할 수 있다.